# What lovers do
«What Lovers Do» —en español: «Lo que hacen los amantes»— es una canción de la banda de pop rock estadounidense Maroon 5 en colaboración con la cantante estadounidense de R&B SZA. Fue lanzado el 29 de agosto de 2017, como el tercer sencillo del sexto álbum de estudio de la banda. La canción contiene una interpolación de la canción de 2016 «Sexual» de Neiked con Dyo, por lo que Víctor Rådström, Dyo y Elina Stridh son acreditados como compositores.

## Antecedentes
Después de una extensa gira promocionando su quinto álbum de estudio, V (2014), Maroon 5 comenzó las sesiones de grabación y escritura para su sexto álbum de estudio. El 11 de octubre de 2016, la banda lanzó el sencillo «Don't Wanna Know», en colaboración con el rapero estadounidense Kendrick Lamar. Otro sencillo, titulado «Cold», junto al rapero estadounidense Future, fue lanzado el 14 de febrero de 2017. En agosto de 2017, vídeos y Snapchats del vocalista Adam Levine revelaron que el grupo estaba grabando el nuevo vídeo musical de «What Lovers Do», con el artista discográfico SZA.

## Composición
«What Lovers Do» dura aproximadamente 3 minutos con 20 segundos. Fue escrita por Adam Levine, Starrah, Jason Evigan y Solána Imani Rowe y fue producido por Jason Evigan y Ben Billions con producción adicional de Sam Farrar y Noah Passovoy.
La canción comienza en la tecla de B♭ major con un tempo de 110 latidos por minuto. La canción sigue una progresión de acorde de E♭5-Gm-F-B♭-E♭, y voces continúan en el rango de la canción de F3 a D5 en tiempo común.

## Posicionamiento en listas
| Listas (2017)                                   | Mejor posición |
| ----------------------------------------------- | -------------- |
| Argentina (Monitor Latino)                      | 12             |
| Argentina Anglo (Monitor Latino)                | 1              |
| Australia (ARIA)                                | 7              |
| Austria (Ö3 Austria Top 40)                     | 11             |
| Bélgica (Flandes) (Ultratop 50)                 | 8              |
| Bélgica (Valonia) (Ultratop 50)                 | 3              |
| Canadá (Canadian Hot 100)                       | 6              |
| Chile Anglo (Monitor Latino)                    | 3              |
| Colombia Anglo (Monitor Latino)                 | 4              |
| Costa Rica(Monitor Latino)                      | 17             |
| Croatia (HRT)                                   | 3              |
| ! scope="row"\| República Checa (Rádio Top 100) | 37             |
| Dinamarca (Tracklisten)                         | 12             |
| Dominican Republic Anglo (Monitor Latino)       | 9              |
| Ecuador Anglo (Monitor Latino)                  | 5              |
| Euro Digital Songs (Billboard)                  | 10             |
| Francia (SNEP)                                  | 16             |
| Alemania (Media Control AG)                     | 17             |
| Guatemala Anglo (Monitor Latino)                | 5              |
| ! scope="row"\| Hungría (Rádiós Top 40)         | 5              |
| Irlanda (IRMA)                                  | 7              |
| Italia (FIMI)                                   | 5              |
| Japón (Japan Hot 100)                           | 28             |
| Letonia (Latvijas Top 40)                       | 11             |
| \| Líbano (Lebanese Top 20)                     | 9              |
| Lituania (M-1 Top 40)                           | 7              |
| Malaysia (RIM)                                  | 5              |
| Mexico Airplay (Billboard)                      | 1              |
| Mexico (Monitor Latino)                         | 13             |
| Mexico Anglo (Monitor Latino)                   | 1              |
| Países Bajos (Dutch Top 40)                     | 9              |
| Países Bajos (Mega Single Top 100)              | 10             |
| Nueva Zelanda (Recorded Music NZ)               | 6              |
| Philippines (Philippine Hot 100)                | 10             |
| Noruega (VG-lista)                              | 10             |
| Polonia (Polish Airplay Top 100)                | 32             |
| Escocia (Scottish Singles Sales Chart)          | 7              |
| ! scope="row"\| Eslovaquia (Rádio Top 100)      | 26             |
| Slovenia (SloTop50)                             | 9              |
| Corea del Sur (Gaon)                            | 59             |
| Corea del Sur International Chart (Gaon)        | 2              |
| España (PROMUSICAE)                             | 20             |
| Suecia (Sverigetopplistan)                      | 12             |
| Suiza (Schweizer Hitparade)                     | 9              |
| Taiwán (Hit FM)                                 | 1              |
| Reino Unido (UK Singles Chart)                  | 12             |
| Estados Unidos (Billboard Hot 100)              | 9              |
| Estados Unidos (Adult Contemporary)             | 17             |
| Estados Unidos (Adult Top 40)                   | 4              |
| Estados Unidos (Hot Dance Club Songs)           | 43             |
| Estados Unidos (Mainstream Top 40)              | 3              |
| US Anglo (Monitor Latino)                       | 3              |
| Venezuela Anglo (Monitor Latino)                | 5              |
| Venezuela Anglo General (Record Report)         | 1              |
| Venezuela Pop General (Record Report)           | 13             |